# تپه سد زاگرس
تپه سد زاگرس مربوط به دوره اشکانیان است و در شهرستان گیلانغرب، بخش مرکزی، دهستان حومه، ۴۰۰ متری جنوب شرقی کارگاه سد زاگرس واقع شده و این اثر در تاریخ ۱۸ اسفند ۱۳۸۷ با شمارهٔ ثبت ۲۴۸۰۴ به‌عنوان یکی از آثار ملی ایران به ثبت رسیده است.